# Jack Kramer
John Albert »Jack« Kramer, ameriški tenisač, * 1. avgust 1921, Las Vegas, Nevada, ZDA, † 12. september 2009, Bel Air, Kalifornija, ZDA.
Jack Kramer je v posamični konkurenci v letih 1946 in 1947 osvojil  Nacionalno prvenstvo ZDA ter leta 1947 še Prvenstvo Anglije, leta 1943 se je uvrstil v finale Nacionalnega prvenstva ZDA. V konkurenci moških dvojic je štirikrat osvojil Nacionalno prvenstvo ZDA in dvakrat Prvenstvo Anglije, v konkurenci mešanih dvojic pa enkrat Nacionalno prvenstvo ZDA. Med letoma 1947 in 1954 je sodeloval na profesionalnih turnirjih Pro Slam, kjer je v posamični konkurenci dosegel dve zmagi in še eno uvrstitev v finale. V letih 1946 in 1947 je bil član zmagovite ameriške reprezentance na Davisovem pokalu. Leta 1968 je bil sprejet v Mednarodni teniški hram slavnih.

## Finali Grand Slamov

### Posamično (4)

#### Zmage (3)
| Leto | Turnir                       | Nasprotnik v finalu | Rezultat finala         |
| 1946 | Nacionalno prvenstvo ZDA     | Tom Brown           | 9–7, 6–3, 6–0           |
| 1947 | Prvenstvo Anglije            | Tom Brown           | 6–1, 6–3, 6–2           |
| 1947 | Nacionalno prvenstvo ZDA (2) | Frank Parker        | 4–6, 2–6, 6–1, 6–0, 6–3 |

#### Porazi (1)
| Leto | Turnir                   | Nasprotnik v finalu | Rezultat finala     |
| 1943 | Nacionalno prvenstvo ZDA | Joe Hunt            | 3–6, 8–6, 8–10, 0–6 |

### Moške dvojice (6)

#### Zmage (6)
| Leto | Turnir                       | Partner        | Nasprotnika v finalu          | Rezultat finala |
| 1940 | Nacionalno prvenstvo ZDA     | Ted Schroeder  | Gardnar Mulloy Henry Prussoff | 6–4, 8–6, 9–7   |
| 1941 | Nacionalno prvenstvo ZDA (2) | Ted Schroeder  | Wayne Sabin Gardnar Mulloy    | 9–7, 6–4, 6–2   |
| 1943 | Nacionalno prvenstvo ZDA (3) | Frank Parker   | Bill Talbert David Freeman    | 6–2, 6–4, 6–4   |
| 1946 | Prvenstvo Anglije            | Tom Brown      | Geoff Brown Dinny Pails       | 6–4, 6–4, 6–2   |
| 1947 | Prvenstvo Anglije (2)        | Bob Falkenburg | Tony Mottram Bill Sidwell     | 8–6, 6–3, 6–3   |
| 1947 | Nacionalno prvenstvo ZDA (4) | Ted Schroeder  | Bill Talbert Bill Sidwell     | 6–4, 7–5, 6–3   |